# WISPA World Grand Prix Finals 2002/03
Die WISPA World Grand Prix Finals 2002/03 fanden vom 21. bis 24. Mai 2003 in Doha, Katar, statt. Die World Grand Prix Finals waren Teil der WSA World Tour 2002/03 und mit 62.000 US-Dollar dotiert.
Carol Owens, die topgesetzt ins Turnier gestartet war, setzte sich im Finale gegen Rachael Grinham mit 9:0, 9:2 und 9:4 durch.

## Ergebnisse

### Gruppe A

#### Tabelle
| Pos. | Setzliste | Spielerin       | Spiele | Sätze | Punkte |
| ---- | --------- | --------------- | ------ | ----- | ------ |
| 1    | 1         | Carol Owens     | 3:0    | 9:1   | 88:38  |
| 2    | 4         | Rachael Grinham | 2:1    | 6:4   | 65:55  |
| 3    |           | Fiona Geaves    | 1:2    | 5:6   | 67:72  |
| 4    |           | Tania Bailey    | 0:3    | 0:9   | 26:81  |

#### Ergebnisse
| Spielerin       | Spielerin       | Ergebnis           |
| --------------- | --------------- | ------------------ |
| Carol Owens     | Tania Bailey    | 9:4, 9:7, 9:2      |
| Rachael Grinham | Fiona Geaves    | 9:6, 3:9, 9:4, 9:4 |
| Carol Owens     | Rachael Grinham | 9:3, 9:4, 9:1      |
| Fiona Geaves    | Tania Bailey    | 9:4, 9:2, 9:2      |
| Carol Owens     | Fiona Geaves    | 9:3, 9:4, 7:9, 9:1 |
| Rachael Grinham | Tania Bailey    | 9:3, 9:1, 9:1      |

### Gruppe B

#### Tabelle
| Pos. | Setzliste | Spielerin        | Spiele | Sätze | Punkte |
| ---- | --------- | ---------------- | ------ | ----- | ------ |
| 1    | 2         | Natalie Pohrer   | 2:1    | 8:5   | 95:80  |
| 2    |           | Cassie Jackman   | 2:1    | 7:4   | 83:76  |
| 3    |           | Vanessa Atkinson | 2:1    | 6:6   | 86:86  |
| 4    | 3         | Linda Charman    | 0:3    | 3:9   | 73:87  |

#### Ergebnisse
| Spielerin        | Spielerin        | Ergebnis                 |
| ---------------- | ---------------- | ------------------------ |
| Cassie Jackman   | Linda Charman    | 6:9, 9:5, 9:6, 9:3       |
| Vanessa Atkinson | Natalie Pohrer   | 4:9, 10:9, 9:1, 4:9, 9:2 |
| Natalie Pohrer   | Cassie Jackman   | 9:2, 9:3, 8:10, 9:7      |
| Vanessa Atkinson | Linda Charman    | 9:2, 10:9, 3:9, 10:8     |
| Natalie Pohrer   | Linda Charman    | 9:7, 3:9, 9:3, 9:3       |
| Cassie Jackman   | Vanessa Atkinson | 9:4, 9:6, 10:8           |

### Halbfinale
| Spielerin      | Spielerin       | Ergebnis                 |
| -------------- | --------------- | ------------------------ |
| Carol Owens    | Cassie Jackman  | 7:9, 9:2, 6:9, 9:3, 9:6  |
| Natalie Pohrer | Rachael Grinham | 9:7, 4:9, 9:0, 7:9, 8:10 |

### Finale
| Spielerin   | Spielerin       | Ergebnis      |
| ----------- | --------------- | ------------- |
| Carol Owens | Rachael Grinham | 9:0, 9:2, 9:4 |